# 10688 Haghighipour
10688 Haghighipour eller 1981 DK är en asteroid i huvudbältet som upptäcktes den 28 februari 1981 av den amerikanska astronomen Schelte J. Bus vid Siding Spring-observatoriet. Den är uppkallad efter Nader Haghighipour.
Asteroiden har en diameter på ungefär 17 kilometer.